# هديومة منتشرة
هديومة منتشرة أو فوتنج كاذب منتشر أو نعناع نفاذ منتشر (الاسم العلمي:Hedeoma diffusa) هي نوع من النباتات تتبع جنس الهديومة من الفصيلة الشفوية.